# Wolf Hoffmann
Wolf Hoffmann, född 10 december 1959 i Mainz i Tyskland, men uppväxt i Wuppertal, är en tysk musiker, gitarrist i det tyska heavy metal-bandet Accept.
Wolf Hoffmann har även arbetat som professionell fotograf. Han tog omslagsfotot till Objection Overruled.
Han är gift med Gaby Hoffmann (tidigare Hauke), som tidigare var manager för Accept. Hon hjälpte även till med att skriva bandets texter, då under pseudonymen Deaffy.

## Utgivna skivor

### MedAccept
- Accept (1979)
- I'm a Rebel (1980)
- Breaker (1981)
- Restless and Wild (1982)
- Balls to the Wall (1983)
- Metal Heart(1985)
- Kaizoku-Ban (1985)
- Best of Accept (1986)
- Russian Roulette (1986)
- Hungry Years   (1987)
- Eat the Heat (1989)
- Staying a Life (live)  (1990)
- Objection Overruled (1993)
- Death Row (1994)
- Predator (1996)
- All Areas - Worldwide Live (Live) (1997)
- The Final Chapter (Live) (1998)
- Hot and Slow (2000)
- Blood of the Nations  (2010)
- Stalingrad (2012)
- Blind Rage (2014)
- The Rise of Chaos (2017)
- Too Mean to Die (2021)

### Övriga skivor
- Classical (2000) En skiva med rockversioner av klassiska musikstycken.
- Bring 'Em Bach Alive! (1999) Bandet Skid Rows sångare Sebastian Bachs soloalbum.
- Randy Rhoads Tribute (2000) En japansk tributskiva för att hedra minnet av Ozzy Osbournes före detta gitarrist Randy Rhoads, icke att förväxla med Ozzy Osbournes Randy Rhoads Tribute. Wolf Hoffmann medverkade på låtarna "I Don't Know" med Sebastian Bach och "Diary of a Madman" med Joe Lynn Turner.